# Asturcon-Pony
Das Asturcon-Pony (auch Asturier genannt, spanisch Asturcón) ist eine autochthone Pferderasse der nordspanischen Provinz Asturien, die dort halbwild in den Bergen der Sierra de Sueve gehalten wird. Daneben gibt es eine Reihe von Gestüten, die sich um die Erhaltung dieser Rasse bemühen. Außerhalb der Region sind Asturcones extrem selten. 2008 waren ca. 1750 Exemplare von der Asociación de Criadores de Ponis de Raza Asturcón (ACPRA) registriert, davon ca. 1500 in Asturien, dazu etliche weitere in den Nachbarprovinzen, und eine kleine Anzahl übers restliche Spanien verteilt.
Hintergrundinformationen zur Pferdebewertung und -zucht finden sich unter: Exterieur, Interieur und Pferdezucht.

## Exterieur
Der Asturcón ist bei einer Widerristhöhe von 120 bis 135 cm ausgesprochen feinknochig und ähnelt weniger einem Gebirgspony als einem eleganten kleinen Pferd. Der Kopf ist schmal, mit geradem Profil, großen Augen und Nüstern und gut ausgeformten, beweglichen Ohren. Der Hals ist schlank, mit guter Ganaschenfreiheit, die Brust mäßig breit und bemuskelt, die Kruppe schmal und leicht abfallend, aber niemals gespalten. Der Asturcón wirkt mit seiner geringen Gurttiefe recht hochbeinig und tendiert zum Quadratformat. Die Gelenke erscheinen wenig markiert, die Fesseln haben keinen nennenswerten Behang. Die Hufe sind der Aufzucht entsprechend wohlgeformt, klein und hart. Der Schweif ist lang und dicht. Asturcones wurden ursprünglich nur als Rappen registriert, da jedoch immer wieder auch Rot- und Kohlfüchse geboren wurden, sind auch diese Farben inzwischen von der ACPRA anerkannt und machen ca. 15 % im Gesamtbestand aus. Abzeichen sind unerwünscht, zulässig ist maximal ein kleiner, weißer Stern.

## Interieur
Asturcones sind aufgrund ihres leichten Kalibers nur bedingt als Reittiere für Erwachsene tauglich, brillieren aber mit viel Gangwerk und Esprit vor der Kutsche. Durch die Aufzucht in extrem steilem und steinigem Gelände sind sie außerordentlich trittsicher, agil und geschickt und dazu härter und stärker, als ihr zierlicher Knochenbau vermuten lässt.
Sie gelten als gutmütig, nervenstark und leicht zu handhaben, und damit als Reitponies auch für kleinere Kinder geeignet.

## Zuchtgeschichte
Asturische Pferde wurden schon von den Römern erwähnt, die sie als hervorragende Tölter schätzten. Die Töltveranlagung haben die heutigen Asturcones weitgehend eingebüßt. Ähnlichkeiten der Kopfform lassen verwandtschaftliche Beziehungen zu den britischen Fell- und Dales-Ponys ahnen, vermutlich gehen alle drei auf keltische Ponys zurück.
Eine nähere Verwandtschaft bestand wahrscheinlich auch zum Galicischen Pony, das jedoch heute ausgestorben ist. Der Asturcón war Mitte des 20. Jahrhunderts ebenfalls vom Aussterben bedroht. Seit 1977 jedoch kümmert sich der Zuchtverband Associatión de Criadores de Ponis de Raza Asturcón (ACPRA) um den Erhalt dieser alten Rasse, die inzwischen einen festen Stamm von Liebhabern hat.